# Nagyhalász
Nagyhalász là một thành phố thuộc hạt Szabolcs-Szatmár-Bereg, Hungary. Thành phố này có diện tích 44,31 km², dân số năm 2010 là 5630 người, mật độ 127 người/km².